# Pauline Fréchette
Pauline Fréchette (Fréchette-Handfield durant son mariage, Sœur Marie-Pauline à la suite de son entrée dans les ordres), née le 16 octobre 1889 et morte le 5 janvier 1943 est une poétesse, dramaturge, journaliste et conférencière canadienne. Après un mariage et un divorce au Canada, elle s'installe en France et devient religieuse catholique jusqu'à son décès.

## Biographie

### Jeunesse
Marie Emma Pauline Adine Fréchette, simplement dite Pauline Fréchette est née à Montréal (Canada), le 16 octobre 1889. Elle est la fille cadette de Louis-Honoré Fréchette, poète et homme politique québécois, et de Marie-Emma (dite Beaudry) Fréchette (décédée en 1922). Ses frères et sœurs issus de ce mariage sont Jean-Baptiste Louis Joseph Fréchette, Marie Jeanne Emma Fréchette, Marie Désirée Louise Alexandrine Fréchette et Charles Auguste Jean Louis Fréchette.
Elle poursuit ses études au Lycée Villa Maria (CND) et est diplômée en 1908. 

### Mariage
Le 22 septembre 1910, à Montréal, elle épouse le Dr Joseph Azarie Handfield (1873–1935), médecin de Montréal. En 1926, il demande la dissolution du mariage.

### Carrière
Elle publie différents ouvrages qui lui accordent une certaine notoriété notamment dans les milieux médicaux. Plusieurs de ses poèmes sont mis en musique à Montréal et à Paris. Pauline Fréchette réside à Léry dans le comté de Châteauguay, près de Montréal au Québec. En 1924, elle publie un recueil des œuvres de son père Cent morceaux choisis de Louis Fréchette, avec une préface du sénateur L.O. David. 
Le duc de Bauffremont, spécialiste de la littérature canadienne-française, dit d'elle qu'elle « ne manque pas d'inspiration et d'originalité. Ces vers sont d'un poète, un vrai poète. La poésie ne consiste pas à aligner des rimes et à employer des mots rares : la poésie est la manière de sentir, de penser et de voir les choses, qualités que Mrs. Fréchette possède au suprême degré ». Henri d'Arles écrit une longue critique de son volume de vers. Dans Nos Poètes, il déclare : « On trouve dan les œuvres de Mme Fréchette la sincérité, l'inspiration et la sensibilité qui fascinent tant dans la poésie de Louis Fréchette. C'est comme un héritage charmant que l'auteur de Tu m'as donné le plus doux rêve a su mettre en valeur ». 

### Émigration en France et décès
Après son divorce, Pauline Fréchette, émigre en France et entre dans les ordres où elle devient Sœur Marie-Pauline. Elle décède le 5 janvier 1943 à l'Institut de Jésus Crucifié, à Launay,.

## Œuvre
- L'art d'être une bonne mère: notions d'hygiène, de physiologie et de psychologie pour les jeunes mères, Montréal, 1922,
- L’Art d'être une bonne Mère, 1923,
- Cent morceaux choisis de Louis Fréchette, 1924,
- Tu m'as donné le plus doux rêve, 1924.